# Lista de deputados estaduais do Paraná da 13.ª legislatura
Essa é uma lista de deputados estaduais do Paraná eleitos para o período 1995-1999.

## Composição das bancadas
| Partido | Líder                | Bancada | Posição  |
| ------- | -------------------- | ------- | -------- |
| PMDB    | Durval Amaral        | 12 / 54 | Oposição |
| PP      | Duílio Genari        | 10 / 54 | Oposição |
| PDT     | Antonio Belinati     | 9 / 54  | Governo  |
| PFL     | Carlos Xavier Simões | 6 / 54  | Governo  |
| PTB     | Hermas Brandão       | 6 / 54  | Governo  |
| PT      | Angelo Vanhoni       | 5 / 54  | Oposição |
| PSDB    | Beto Richa           | 3 / 54  | Governo  |
| PPR     | Cesar Seleme         | 2 / 54  | Governo  |
| PSC     | Jocelito Canto       | 1 / 54  | Oposição |

## Deputados estaduais
| Número | Deputados estaduais eleitos | Partido | Votação | Percentual | Cidade onde nasceu    | Unidade federativa |
| 25190  | Carlos Xavier Simões        | PFL     | 95.357  | 2,98%      | Verê                  | Paraná             |
| 14129  | Luiz Carlos Alborghetti     | PTB     | 65.345  | 2,04%      | Andradina             | São Paulo          |
| 12140  | Algaci Tulio                | PDT     | 47.075  | 1,47%      | Rio Branco do Sul     | Paraná             |
| 14200  | Marquinhos Alves            | PTB     | 44.769  | 1,40%      | Maringá               | Paraná             |
| 15130  | Orlando Pessuti             | PMDB    | 44.399  | 1,39%      | Califórnia            | Paraná             |
| 15152  | Durval Mattos do Amaral     | PMDB    | 39.050  | 1,22%      | Londrina              | Paraná             |
| 12133  | Antonio Belinati            | PDT     | 37.547  | 1,17%      | Campo Grande          | Mato Grosso do Sul |
| 14128  | Aníbal Khury                | PTB     | 36.978  | 1,16%      | Curitiba              | Paraná             |
| 15156  | Cleiton Kielse              | PMDB    | 36.861  | 1,15%      | Curitiba              | Paraná             |
| 15178  | Nereu Moura                 | PMDB    | 35.618  | 1,11%      | São João              | Paraná             |
| 15101  | Renato Guimarães Adur       | PMDB    | 33.315  | 1,04%      | São Mateus do Sul     | Paraná             |
| 15170  | Ricardo Chab                | PMDB    | 32.709  | 1,02%      | Santa Isabel do Ivaí  | Paraná             |
| 39180  | Albanor Zezé Gomes          | PP      | 32.396  | 1,01%      | Curitiba              | Paraná             |
| 15107  | Caíto Quintana              | PMDB    | 30.656  | 0,96%      | Santo Augusto         | Rio Grande do Sul  |
| 39101  | Duílio Genari               | PP      | 29.781  | 0,93%      | Veranópolis           | Rio Grande do Sul  |
| 25200  | Nelson Garcia               | PFL     | 29.486  | 0,92%      | Rolândia              | Paraná             |
| 12120  | Luiz Carlos Martins         | PDT     | 28.990  | 0,91%      | Bilac                 | São Paulo          |
| 15255  | José Maria Ferreira         | PMDB    | 28.256  | 0,88%      | Uraí                  | Paraná             |
| 25101  | Reny Signorini Borsatto     | PFL     | 27.685  | 0,86%      | Soledade              | Rio Grande do Sul  |
| 15126  | Celso Samis da Silva        | PMDB    | 26.218  | 0,82%      | Foz do Iguaçu         | Paraná             |
| 12222  | Luiz Carlos Zuk             | PDT     | 25.819  | 0,81%      | Ponta Grossa          | Paraná             |
| 15110  | Antonio Toti Colaço Vaz     | PMDB    | 25.210  | 0,79%      | Irati                 | Paraná             |
| 45155  | Edgar Bueno                 | PSDB    | 24.871  | 0,78%      | Marcelino Ramos       | Rio Grande do Sul  |
| 14110  | Hermas Brandão              | PTB     | 24.851  | 0,78%      | Campinas              | São Paulo          |
| 39138  | Irondi Pugliesi             | PP      | 24.851  | 0,78%      | Apucarana             | Paraná             |
| 25155  | Elio Rusch                  | PFL     | 24.306  | 0,76%      | Crissiumal            | Rio Grande do Sul  |
| 12123  | Luiz Accorsi                | PDT     | 23.874  | 0,75%      | São Paulo             | São Paulo          |
| 14111  | Nelson Justus               | PTB     | 23.627  | 0,74%      | Curitiba              | Paraná             |
| 12150  | Edno Guimarães              | PDT     | 23.548  | 0,74%      | Lavínia               | São Paulo          |
| 15127  | José Tavares da Silva Neto  | PMDB    | 23.384  | 0,73%      | Bela Vista do Paraíso | Paraná             |
| 39113  | Geraldo Cartário Ribeiro    | PP      | 23.128  | 0,72%      | Mandirituba           | Paraná             |
| 12160  | Valdir Rossoni              | PDT     | 22.769  | 0,71%      | Palmas                | Paraná             |
| 39111  | Antônio Annibelli           | PP      | 22.552  | 0,70%      | São Paulo             | São Paulo          |
| 15111  | Luiz Claudio Romanelli      | PMDB    | 22.350  | 0,70%      | Londrina              | Paraná             |
| 14101  | Eduardo Lacerda Trevisan    | PTB     | 22.187  | 0,69%      | Bauru                 | São Paulo          |
| 12234  | Miltinho Pupio              | PDT     | 21.518  | 0,67%      | Jandaia do Sul        | Paraná             |
| 45123  | Beto Richa                  | PSDB    | 21.271  | 0,66%      | Londrina              | Paraná             |
| 25110  | Plauto Miró                 | PFL     | 21.080  | 0,66%      | Ponta Grossa          | Paraná             |
| 20120  | Jocelito Canto              | PSC     | 20.359  | 0,64%      | Passo Fundo           | Rio Grande do Sul  |
| 25103  | Basílio Zanusso             | PFL     | 19.929  | 0,62%      | José Bonifácio        | São Paulo          |
| 12215  | Nelson Tureck               | PDT     | 19.567  | 0,61%      | Rio Negrinho          | Santa Catarina     |
| 45234  | Cezar Silvestri             | PSDB    | 19.528  | 0,61%      | Guarapuava            | Paraná             |
| 39244  | Sérgio Spada                | PP      | 19.375  | 0,61%      | Planalto              | Rio Grande do Sul  |
| 39131  | Augustinho Zucchi           | PP      | 18.622  | 0,58%      | Pato Branco           | Paraná             |
| 39222  | Joel Geraldo Coimbra        | PP      | 18.506  | 0,58%      | Muriaé                | Minas Gerais       |
| 39150  | Neivo Beraldin              | PP      | 17.129  | 0,54%      | Erechim               | Rio Grande do Sul  |
| 39110  | Édson Silva Lino            | PP      | 16.873  | 0,53%      | Grandes Rios          | Paraná             |
| 11117  | João Techy Filho            | PPR     | 12.392  | 0,39%      | Prudentópolis         | Paraná             |
| 11111  | Cesar Seleme                | PPR     | 12.026  | 0,38%      | Ituporanga            | Santa Catarina     |
| 13233  | Émerson José Nerone         | PT      | 11.960  | 0,37%      | Guarapuava            | Paraná             |
| 13213  | Irineu Colombo              | PT      | 11.617  | 0,36%      | Medianeira            | Paraná             |
| 13166  | Dr. Rosinha                 | PT      | 10.665  | 0,33%      | Rolândia              | Paraná             |
| 13115  | Péricles de Mello           | PT      | 10.145  | 0,32%      | Ponta Grossa          | Paraná             |
| 13222  | Angelo Vanhoni              | PT      | 9.468   | 0,30%      | Paranaguá             | Paraná             |